# Bahnhof Düsseldorf-Derendorf
Der Bahnhof Düsseldorf-Derendorf ist ein Bahnhof etwa vier Kilometer nördlich des Hauptbahnhofs im Düsseldorfer Stadtteil Derendorf. Früher handelte es sich um einen Rangierbahnhof, der sich noch weiter südlich bis in den Stadtteil Pempelfort erstreckte, wo seine bis 1877 zurückreichenden Wurzeln als Bahnhof Düsseldorf Rheinisch der Rheinischen Eisenbahn-Gesellschaft liegen.
Nach der Verstaatlichung der nominell privaten Eisenbahn-Gesellschaften und Übernahme durch die Preußischen Staatseisenbahnen wurde der Personenverkehr zugunsten des neuen Düsseldorfer Zentralbahnhofs aufgegeben, seitdem dient der Bahnhof nur noch als Güterbahnhof bzw. Betriebsbahnhof.
Der Bahnhof Düsseldorf-Derendorf (Abkürzung im Betriebsstellenverzeichnis KDD) ist nicht zu verwechseln mit dem heutigen Haltepunkt Düsseldorf-Derendorf (Abkürzung KDDH), Halt der S-Bahn Rhein-Ruhr.

## Geschichte
Bereits 1838 hatte die später von der Bergisch-Märkischen Eisenbahn-Gesellschaft übernommene Düsseldorf-Elberfelder Eisenbahn-Gesellschaft ausgehend von ihrem zentral am Graf-Adolf-Platz gelegenen Bahnhof Düsseldorf DEE (später Düsseldorf BME) begonnen, in östlicher Richtung eine Bahnstrecke nach Elberfeld zu bauen.
Die Köln-Mindener Eisenbahn-Gesellschaft folgte 1845 mit ihrem Bahnhof Düsseldorf CME, einem Kopfbahnhof ungefähr einen Kilometer südwestlich des heutigen Hauptbahnhofs an ihrer Bahnstrecke Köln–Duisburg, die das Stadtgebiet von Süden nach Norden durchquerte.
Im Gegensatz zu ihren Konkurrenten hatte die Rheinische Eisenbahn-Gesellschaft bei Planung und Bau ihrer Strecken Düsseldorf lange Zeit weiträumig umfahren. In deren Nähe kam sie erstmals am 19. November 1874 mit Eröffnung ihrer Bahnstrecke Mülheim-Speldorf–Troisdorf, die die damalige Stadt östlich passierte. Auf Grund der stetig wachsenden Bedeutung der Stadt entschloss man sich, nun auch selber in der Stadt präsent zu werden, dazu wurde am 1. Januar 1877 in Düsseldorf-Derendorf der Bahnhof Düsseldorf RhE am Ende einer Stichstrecke zum Abzweig Hardt eröffnet.
Dieser Bahnhof war dann Ausgangspunkt der Rheinischen Strecke über Wuppertal nach Dortmund, die am 15. September 1879 eröffnet wurde und häufig auch Wuppertaler Nordbahn genannt wird.
Nach der Verstaatlichung und der Zusammenlegung der Strecken wurde der Bahnhof in Düsseldorf-Derendorf umbenannt und am 22. Juli 1889 an der Düsselthaler Straße (bzw. Franklinstraße) ein neues Empfangsgebäude für den Personenverkehr eröffnet, ein Jahr später wurde damit begonnen, auch Fracht abzufertigen. Das Empfangsgebäude wurde von dem Schriftsteller Adolf Uzarski wegen seiner Schieferverkleidung und Spitztürmchen spöttisch mit einer Notkirche verglichen.
Der ursprüngliche Rangierbahnhof befand sich beidseits der durchgehenden Hauptstrecke und hatte eine ungünstige Gleisplangestaltung. Jedes seiner beiden Rangiersysteme besaß zwei Ablaufberge.
Der Bahnhof wurde um 1936 vollständig umgebaut. Dabei wurde der Personenverkehr zum verkehrstechnisch günstiger gelegenen neuen Haltepunkt Düsseldorf-Derendorf an die Ostseite der Bahnanlagen an der Münsterstraße verlegt und erhielt 1936 ein neues, heute nicht mehr genutztes Empfangsgebäude. Der übrige Bahnhof wurde als reiner Rangier- und Güterbahnhof weitergeführt. Er wurde in einen zweiseitigen Bahnhof umgebaut, mit der Besonderheit, dass beide Ablaufberge in Richtung Nord–Süd betrieben wurden. Der westliche Ablaufberg besaß zwei nachträglich 1965 in Betrieb genommene, der östliche dagegen keine Gleisbremsen. Vom größten Teil der im Nordteil gelegenen vorgeschalteten Einfahrgruppe her konnte nur der östliche Ablaufberg benutzt werden. Außerdem wurde bei der nördlichen Einfahrgruppe das neue Bahnbetriebswerk Düsseldorf-Derendorf errichtet, von dem heute nichts mehr erhalten ist.

### Deportationen
Von 1941 bis 1944 wurden vom Bahnhof Düsseldorf-Derendorf jüdische Bürger aus dem gesamten Regierungsbezirk Düsseldorf, also dem Einzugsbereich der Staatspolizeileitstelle Düsseldorf, in Ghettos und Konzentrationslager deportiert. Am Abend vor den Terminen hatten sich die jüdischen Menschen im Schlacht- und Viehhof an der Rather Straße einzufinden, wo sie registriert und mittels Leibesvisitationen ausgeplündert wurden. Am Folgetag mussten sie in südlicher Richtung zu den Verladerampen gehen, wo sie in Personenwagen 3. Klasse verladen wurden. Die Deportationen wurden zunächst in vier Großtransporten mit jeweils ca. 1.000 Personen durchgeführt: am 27. Oktober 1941 nach Łodz/Litzmannstadt (1.003 Menschen), am 10. November 1941 ins Ghetto Minsk (993 Personen), am 11. Dezember 1941 in das Ghetto Riga (1.007) und am 22. April 1942 nach Izbica bei Lublin (1.051). Dann gab es acht Transporte von Alten, Schwachen und Kranken sowie Kindern und Jugendlichen in das KZ Theresienstadt, vor allem Ende Juli 1942, und im Januar 1945. Zwei Transporte in das Vernichtungslager Sobibor und nach Auschwitz starteten von anderen Orten und machten in Düsseldorf einen Zwischenhalt, wo zusätzliche Menschen dazukamen. Insgesamt wurden fast 6.000 Juden aus dem Regierungsbezirk von hier aus verschleppt. Deportationen aus Düsseldorf hatte es bereits vorher gegeben: am 28. Oktober 1938 nach Bentschen in Polen (361 Düsseldorfer Juden polnischer Abstammung; siehe Polenaktion) vom Hauptbahnhof, am 16. November 1938 in das KZ Dachau (87 männliche Düsseldorfer Juden, Novemberaktion) über Hauptbahnhof sowie von rund 100 Düsseldorfer Sinti im Mai 1940 über den Bahnhof Köln-Deutz.

### Ort des Gedenkens
Am 22. April 2012 wurde südlich der Jülicher Brücke durch Oberbürgermeister Dirk Elbers ein Mahnmal in Erinnerung an die Deportationen aus dem Regierungsbezirk (1941–1945) eingeweiht. Das Ort des Gedenkens genannte Mahnmal erinnert an die über 6.000 niederrheinischen Juden, die über den Güterbahnhof Düsseldorf-Derendorf in nationalsozialistische Ghettos und Lager verschleppt wurden. In den Boden eingelassene Eisenbahnschwellen, Schienenstränge und eine rund 40 Meter lange Stahlwand, die die Namen der Zielorte Litzmannstadt, Minsk, Riga, Theresienstadt, Izbica und Auschwitz trägt, sowie eine Informationsstele bilden am historischen Ort ein Ensemble des Gedenkens. Das Mahnmal wird in den Abend- und Nachtstunden beleuchtet. Im weiter südlich gelegenen Bereich an der Schinkelstraße steht eine weitere Informationsstele. Das Projekt wurde durch die Mahn- und Gedenkstätte Düsseldorf realisiert.

## Anbindung
Der Bahnhof erstreckte sich von der Abzweigstelle Düsseldorf-Derendorf bis zum heutigen Bahnhof Düsseldorf Wehrhahn. Er besaß insgesamt sechs Stellwerke mit den Bezeichnungen „De“, „Dnf“, „Dgm“, „Dn“, „Dnf“, „Dsf“ und „R1“, von denen bis zu fünf zur gleichen Zeit genutzt wurden. Das Stellwerk „De“ wurde bereits seit 1977 nicht mehr genutzt. Der wesentlich größere aus den beiden Richtungsgruppen bestehende südliche Bahnhofsteil wurde in den 1990er Jahren stillgelegt und die zugehörigen Stellwerke „Dgm“, „Dsf“ und „R1“ im April 2007 abgerissen. Die Gleisanlagen sind ebenfalls vollständig rückgebaut worden.
Obwohl der Güterbahnhof Düsseldorf-Derendorf auf der Westseite der in diesem Bereich sechsgleisigen Bahntrasse von Düsseldorf nach Duisburg liegt, aber die meisten Güterzugstrecken aber östlich dieser Trasse verlaufen, konnten alle Strecken niveaufrei erreicht werden:
1. Richtung Norden überquert neben den beiden S-Bahn-Gleisen der Bahnstrecke Düsseldorf-Oberbilk–Essen-Kupferdreh (Ruhrtalbahn) ein weiteres Gleis die Haupttrasse Köln–Duisburg und trifft an der Abzweigstelle Vogelsang auf die Ruhrtalbahn.
2. Richtung Osten unterquert im Bereich der Abzweigstelle Rethel ein Gleis die Haupttrasse und führt dann unmittelbar zur Abzweigstelle Dora an der Bahnstrecke Düsseldorf-Derendorf–Dortmund Süd. Dieses Gleis wurde auch schon dazu benutzt, Regionalzüge kreuzungsfrei von den Ortsgleisen auf der Westseite der Trasse zu den nach Köln führenden Gleisen auf der Ostseite zu leiten.
3. Richtung Süden unterquerte im Bereich Düsseldorf-Wehrhahn ein weiteres Gleis die Haupttrasse und führte unmittelbar zur Güterumgehungsstrecke über Düsseldorf-Lierenfeld. Dieses Gleis ist heute abgerissen, in der nördlichen Rampe das Betonfundament eines Oberleitungsmastes errichtet.
4. Richtung Westen verläuft ein weiteres Gleis neben den Ortsgleisen des Personenverkehrs zum Hauptbahnhof und bietet die Möglichkeit, an dessen Bahnsteiggleisen vorbei auf die Bahnstrecke Mönchengladbach–Düsseldorf zu fahren.

## Heutige Situation
Ebenso wie auch die Güterbahnhöfe Düsseldorf-Bilk, Düsseldorf-Grafenberg und Düsseldorf-Lierenfeld ist auch der Güterbahnhof Düsseldorf-Derendorf größtenteils stillgelegt und abgerissen. Das Gelände ist heute Teil des Entwicklungsgebiets Neue Stadtquartiere Derendorf. Lediglich der kleinere nördliche Teil (die ehemalige Einfahrgruppe) ist noch mit verminderter Anzahl von Gleisen in Betrieb und wird durch die verbliebenen Stellwerke „Dn“ und „Dnf“ gesteuert. Der Bahnhof ist immer noch mit Formsignalen ausgerüstet.
In der Nähe des ehemaligen Bahnhofs wurde 1969 im Zuge der Einrichtung der S-Bahn Rhein-Ruhr der Haltepunkt Düsseldorf Zoo errichtet, der ebenso wie der heutige Haltepunkt Düsseldorf-Derendorf von den S-Bahn-Linien S 1, S 6 und S 11 bedient wird.